# Hydrotaea cressoni
Hydrotaea cressoni är en tvåvingeart som beskrevs av Malloch 1914. Hydrotaea cressoni ingår i släktet Hydrotaea och familjen husflugor. Inga underarter finns listade i Catalogue of Life.